# Skjern under Besættelse Og Befrielse
|  | Denne artikel er oprettet af botten Steenthbot ud fra en ekstern database. Den kan derfor have sproglige fejl eller mangler. Denne skabelon kan fjernes efter kontrol af indholdet. |

Skjern under Besættelse Og Befrielse er en dansk dokumentarisk optagelse fra 1945.

## Handling
Optagelser fra Skjern under Besættelsen og Befrielsen lavet af den kendte lokalfotograf P. Th. Graversen.

Tyskerne indtager Skjern den 9. april 1940.

Tyskerne mindes deres faldne tropper på "Heltemindedagen" i Skjern i 1944 med hornorkester og parade.

Nogle kvinder er mødt op på banegården for at tage afsked med de tyske soldater.
Tog med tyske flygtninge ankommer til Skjern Station. Flygtningene er overvejende kvinder, børn og gamle mennesker.
 Flygtningetoget afgik fra København den 1. maj 1945 og arbejdede sig vestpå. Toget bestod af ca. 30 godsvogne og var omkring 400 meter langt. Det blev trukket af et damplokomotiv. Toget ankom til Skjern Station den 2. maj 1945, og de omkring 1000 flygtninge fik dermed en pause på rejsen. Underernærede og syge børne har fået plads på en sengestue.
Få dage senere kommer Befrielsen, gaderne fyldes med modstandsfolk. Bybilledet er med ét forandret, og rollerne byttet om. 6. maj er der gudstjeneste i Skjern Kirke. Spejderne samles og går i optog gennem byen med Dannebrog. Parader i byens gader.

Politibetjent Thomsen vender tilbage fra Frøslevlejren. Politiet kan overtage politistationen efter besættelsesmagten. Der holdes taler og synges.

Forberedelse og udførelse af en jernbanesabotage (formentlig rekonstruktion). Tyske soldater overgiver deres våben til den lokale modstandsbevægelse og marcherer hjem til Tyskland.